# Pantopipetta brevipilata
Pantopipetta brevipilata là một loài nhện biển trong họ Austrodecidae. Loài này thuộc chi Pantopipetta. Pantopipetta brevipilata được miêu tả khoa học năm 1990 bởi Turpaeva.